# 예스페르 크리스텐센
예스페르 크리스텐센(덴마크어: Jesper Christensen, 1948년 5월 16일 ~ )은 덴마크의 배우이다.

## 출연 작품
- 인투 더 다크니스 (2020)
- 마야 (2018)
- 비포 더 프로스트 (2018)
- 더 킹스 초이스 (2016)
- 미 앤 카민스키 (2015)
- 007 스펙터 (2015) - 미스터 화이트 역
- 섹스, 드러그 앤 택세이션 (2013)
- 님포매니악 볼륨1 (2013)
- 넥서스 (2012)
- 마지막 문장 (2012)
- 멜랑콜리아 (2011)
- 가족(영어판) (2010)
- 언피니시드 (2010)
- 스톰 (2009)
- 디스 이즈 러브 (2009)
- 오리지널 (2009)
- 영 빅토리아 (2009)
- 원 샷 (2008)
- 플레임 & 시트런 (2008)
- 영원한 순간 (2008)
- 007 퀀텀 오브 솔러스 (2008)
- 퓨어 하츠 (2006)
- 007 카지노 로얄  (2006)
- 드라벳 (2005)
- 레버레이션 (2005)
- 인터프리터 (2005)
- 메이크 빌리브 (2003)
- 유산 (2003)
- 오케이 (2002)
- 작은 불행 (2002)
- 업라이징 (2001)
- 더 벤치 (2000)
- 초급자를 위한 이태리어 (2000)
- 어 레어 버드 (1999)
- 소피의 세계 (1999)
- 바바라 (1997)
- 크레도 (1997)
- 함순 (1996)
- 비트윈 써머스 (1995)
- 화이트 라이즈 (1995)
- 소피 (1992)
- 미스터 발렌베르크 (1990)
- 가출 소녀 엠마 (1988)